# Käringsjön (Floda socken, Dalarna)
Käringsjön är en sjö väster om orten Björbo, Gagnefs kommun i Dalarna och ingår i Dalälvens huvudavrinningsområde. Sjön har en area på 0,591 kvadratkilometer och ligger 223 meter över havet.
Utflödet sker genom Käringbäcken och ut i Västerdalälven ovanför Käringforsen.

## Delavrinningsområde
Käringsjön ingår i det delavrinningsområde (670517-143390) som SMHI kallar för Nedlagd mätstation. Medelhöjden är 249 meter över havet och ytan är 47,56 kvadratkilometer. Räknas de 766 avrinningsområdena uppströms in blir den ackumulerade arean 8 086,97 kvadratkilometer. Västerdalälven som avvattnar avrinningsområdet har biflödesordning 2, vilket innebär att vattnet flödar genom totalt 2 vattendrag innan det når havet efter 277 kilometer. Avrinningsområdet består mestadels av skog (60 procent) och sankmarker (29 procent). Avrinningsområdet har 2,05 kvadratkilometer vattenytor vilket ger det en sjöprocent på 4,3 procent.